# 가면라이더 (스카이라이더)
가면라이더 (스카이라이더)(일본어: 仮面ライダー スカイライダー 카멘라이다 스카이라이다[*], 영어: New Kamen Rider Skyrider)는 1979년 10월 5일일부터 1980년 10월 10일까지 TBS계열로 매주 토요일 19:00 - 19:30(JST)에 전 54화가 방송된 토에이 제작의 특수 촬영 TV프로 및 작중으로 주인공이 변신하는 히어로의 6번째 가면라이더 시리즈다.

## 시놉시스
죠후쿠 대학의 대학생, 츠쿠바 히로시는 행글라이더부의 연습 중에, 오토바이를 탄 기분 나쁜 집단에 쫓기고 있는 인간 개조 공학자 · 시도 박사를 도왔다.
박사는 세계 정복과 인구 억제를 꾸미는 악의 조직 네오 쇼커에게 협력하고 있었지만, 비정한 조직의 방식에 양심의 가책을 견디지 못하고 탈출했던 것이다. 박사를 숨긴 히로시지만, 박사를 쫓아 온 네오 쇼커의 괴인 가메레오진(=카멜레온)에 의해서 빈사의 중상을 입어 버린다. 히로시를 구하기 위해서 박사는 굳이 네오 쇼커로 돌아가, 히로시를 개조 인간으로서 소생시켰다.
부활한 히로시는 박사와 함께 네오 쇼커를 탈출. 네오 쇼커로부터 인류를 지키기 위해서 싸울 것을 결의한다. 변신한 히로시의 모습을 보고, 박사는 그를 가면라이더라고 이름 붙였다.

## 등장인물
※츠쿠바 히로시 / 스카이 라이더
죠호쿠 대학의 학생으로 행글라이더 부원. 연습 중에 네오 쇼커에게 습격당하는 시도 케이타로 박사를 구한 것으로 인해 사건에 말려 들었다. 부의 동료를 몰살당하고 스스로도 빈사의 중상을 입었지만, 네오 쇼커에 투항하는 척을 한 시도 박사에게 개조 수술을 받아 개조 인간으로서 부활했다. 밝고 용감한 청년으로 개조 인간이 되어 버린 것을 한탄하는 적도 없었다. 또 타인을 향한 배려도 강하고, 히로시를 개조 인간으로 만들어 버린 죄책감에 시달리고 있던 시도 박사에게, 악과 싸우는 힘을 준 것에 대한 감사를 말하고, 자신을 감싸고 죽은 소년 괴인 봉고의 묘전에서 눈물을 흘리는 등, 마음 상냥한 인물상이 그려졌다. 강화 스카이 라이더로서 다시 태어나고 나서는 전대미문의 열혈한이라고 하는 면도 더해졌다.
한편으로는 꽤 재치있는 인물이기도 해, 제2화에서 적의 정보 공유 부족을 눈치채고, 네오 쇼커의 감찰역을 연기해 유괴된 인간을 탈환하는 등 높은 판단력을 보이는 일도 많다. 계절에 관계없이 평상복 소매를 걷어붙이는 습관이 있다.
과거의 가면라이더와의 관계는 불명이지만, 시도 박사에 의해서 「가면라이더」라고 이름이 붙여져 제20화 이후에 등장한 역대의 가면라이더로부터도 8명째의 가면라이더로서 인정받고 있다. 덧붙여 「스카이 라이더」라는 이름은 제20화에 등장한 스트롱거가 사용했던 것이 최초로, 이후 역대 라이더는 이 이름을 호칭으로서 사용하고 있다.또, 제41화 이후는 네오 쇼커도 스카이 라이더라는 이름을 호칭으로서 이용하고 있다.
※조력자
＊시도 케이타로
인간 개조 공학의 권위자. 네오 쇼커에 강제적으로 협력하게 될뻔하지만, 츠쿠바 히로시에게 구해진다. 그 히로시의 생명을 구하기 위해, 네오 쇼커에 협력하는 척을 해 히로시의 개조 수술을 실시했다. 뇌개조를 고의로 생략함으로써, 히로시의 자아를 유지한 채로 가면 라이더로서 재생할 수 있었다. 그 후, 시도 행글라이더 클럽을 설립해, 히로시의 싸움을 지원했다. 제13화를 마지막으로, 해외의 네오 쇼커 대책 위원회에 초청되어 타니 겐지로에게 뒷일을 부탁하고 일본을 떠났다. 제14화에서는 극중에서 시도의 편지가 읽혀지고 있지만, 이별의 씬 등은 그려지지 않았다. 이것은, 연기자인 타바타 타카시의 건강상의 이유에 의한 강판이며, 타바타는 본작의 방영중에 서거했다.
당시의 아동서에 의하면, 1호를 개조한 미도리카와 박사의 제자에 해당한다고 여겨지고 있었다.
「가면라이더 SPIRITS」에서는, 재생 네오 쇼커를 쓰러트린 츠쿠바 히로시의 앞에 나타나 재회를 이루었다.
스카이 라이더의 「소라ソラ(하늘=스카이, 달리 날씨라는 의미도 있음)」의 상대로 「시도シド(기압·온도 등의 도수)」라는 이름이라고 추측된다.
＊카노 미도리
시도 박사의 조수로, 시도와 함께 네오 쇼커를 탈출해 시도 행글라이더 클럽의 회원이 되어, 가면라이더가 된 히로시를 돕는다. 제1화에서는, 어딘가 그늘이 있는 캐릭터였지만, 제2화 이후는 밝고 말이 많은 여성으로서 그려졌다. 14화 이후는 웨스턴 룩을 입는다.
제17화에서 야모리(도마뱀붙이)진의 공격에 맞아 전치 10개월의 중상을 입어, 장기 입원이라고 하는 형태로 강판했다.
＊스기무라 미치
제2화부터 등장하는 시도 행글라이더 클럽의 여성 회원이지만, 제15화를 마지막으로 이유없이 자취를 감추어 버린다.
＊노자키 유미
제3화부터 등장하는 시도 행글라이더 클럽의 여성 회원으로, 미도리의 친구. 미도리와 함께 제17화에서 야모리진의 공격에 맞아 전치 10개월의 큰 부상을 입어, 장기 입원을 피할 수 없게 되지만, 제33화에서 퇴원해 아키나 나오코와 함께 행동한다.
＊톤다 콘타
푸석푸석한 머리카락에 깎지 않은 수염에 칸사이 사투리를 이야기하는 르포 라이터. 초기의 코미디 릴리프적 존재. 매회, 라이더의 싸움을 카메라에 담으려고 하는 것도 괴인에게 급접근당해 비명을 지르고 기절한다는 역할. 제16화를 마지막으로 등장하지 않게 된다.
＊카노 시게루
제6화부터 등장하는 미도리의 남동생. 당초는 게스트 취급이었지만 14화 이후 레귤러로. 히로시를 형으로 흠모하고, 그 히로시가 변신한 가면라이더에게도 강한 동경을 품고 있지만, 히로시가 가면라이더란 것은 모른다. 제7화 이후의 OP크레디트에서 「시게루」라고 표기된다. 그가 있기 때문, 「죠 시게루」는 극중 「죠」라고 성으로 불리고 있었다(이치몬지로부터도).
＊타니 겐지로
제14화부터 등장. 찻집 「브랑카」의 마스터로 히로시와는 대학의 선배 · 후배의 사이. 가족을 네오 쇼커에게 살해당한 과거를 가졌다. 네오 쇼커 대책 위원회를 위해 일본을 떠난 시도 박사를 대신해, 츠쿠바 히로시의 서포트를 맡는다. 그 후 타치바나 토우베와 같이 역대 가면라이더의 상담역을 맡게 된다.「가면라이더 슈퍼1」에도 등장. 극중에서 게스트 출연한 이치몬지 하야토나 죠 시게루를 “군을 붙여” 부르는 등, 타치바나 토우베와는 다른 태도로 라이더들에게 대하고 있었다. 종반에서는 수염을 기르기 시작했다. 속옷은 훈도시를 착용.
프로듀서 히라야마 토오루의 증언에 의하면, 「가면라이더」부활 시에, 「타치바나 토우베」로서의 재등장을 사양한 코바야시 아키지가, 새로운 코치 역으로서 츠카모토 노부오를 추천한 것에서 탄생한 캐릭터이다. 그 때문에, 타치바나 토우베와는 안면이 있다고 하는 뒷설정도 존재한다.
＊누마
제14화부터 등장하는 「브랑카」의 바텐더. 주위에서는 「누마 씨」라고 불리고 있다. 리젠트 머리가 특징으로 「바보구나, 화나게 해 버리고」가 말버릇. 그에게 있어서의 정장은 「프레슬리 의상」인 것 같다.
＊이토 나오코
제18화부터 「브랑카」의 아르바이트로서 등장한다. 합기도가 자신있고, 그래서 싸우기도 한다. 38화에 객원 출연한 죠 시게루에 대해서는 이성으로서의 관심을 보이고 있었다. 최종회의 각본에서는 히로시를 향한 사모도 그려져 있었지만, 영상화되지 않았다.
＊오자와 아키
나오코와 함께 「브랑카」의 아르바이트로서 등장한다. 대학에서 바톤 트와일러를 하고 있는 것 같아서, 바톤으로 싸우기도 한다. 괴인에게 피해를 입는 일이 많다. 29화에서는 히카라비노(=미라)의 한 때의 연인 · 아라카를 닮은 것 때문에 표적이 된다.
＊야다 칸지 / 강강지이
제34화부터 등장. 스카이 라이더에게 협력하는 코믹컬한 히어로. 당초는 수수께끼의 히어로로서 등장하고 있었지만, 그 정체는 개조 인간이 아니고, 히어로를 목표로 하는 청년 · 야다 칸지가 자작 갑옷을 입은 차림인 것이 41화에 밝혀졌다. 자칭 「일본 제일의 슈퍼 히어로」. 만쥬와 카레를 좋아하는 관서인.「군함 마치」의 가사만 바꾼 노래 「강강 마치」를 노래하면서 등장한다. 가면 라이더를 라이벌로 여기고 있었지만, 이윽고 좋은 친구가 되어 간다. 조금 완력이 강하다고 하는 정도의 실력 때문에, 전력적으로는 네오 쇼커에게 맞상대가 되지 못하고, 괴인들에게서는 단순한 방해자 정도로 밖에 인식되지 않고, 작전의 방해를 해도 고함치는 정도로 살해당하기는커녕 공격받는 일조차 없었다(이치몬지로부터도 「걸리적거림」이라고 평가 될 정도). 그러나, 스카이 라이더에게 협력해 사건 해결에 공헌한 적도 있다. 이동 수단은 도보 또는 스쿠터. 언제나 깃발을 달고 있다. 최종회에서 히로시가 가면 라이더인 것을 깨닫는다.
＊츠쿠바 요우타로
인공심장학의 권위자였던 것을 네오 쇼커에 노려져 협력의 요청을 계속 받고 있던 히로시의 아버지.
협력을 계속 거절했기 때문에 네오 쇼커의 손에 처와 함께 교통사고로 가장되어 살해당했다고 생각되고 있었지만, 닥터 X의 말로 개조 인간 「FX777(마신 제독)」으로 살아 있었던 것이 밝혀졌다. 그러나, 이것은 함정으로 마신 제독은 다른 사람이며, 실제는 협력을 계속 거절한 것으로 본보기로서 냉동형에 처해져 있었던 것이 53화에 판명되었다.
＊츠쿠바 토시코
네오 쇼커에게 유폐되어 대수령의 하인이 되어 있던 히로시의 어머니. 53화에서는 부상당한 죠 시게루를 도왔다. 그 후, 히로시와 재회. 그녀를 지키고 싶어 싸움을 그만 둔 히로시를 질타 하지만, 직후 해골 암살대 대장이 쏜 보우건으로부터 히로시를 감싸고 쓰러져 대수령의 약점이 오른쪽 다리인 것을 히로시에게 전하고 숨을 거둔다. 그녀의 죽음은 히로시의 전선 복귀의 계기가 되었다.

## 7인 라이더
전작 「가면라이더 스트롱거」까지 등장한, 역대의 가면라이더들. 20화의 스트롱거의 귀국을 계기로 잇달아 해외로부터 귀국해, 스카이 라이더와 공투한다. 당초는 출연자의 형편상, 슈트 액터의 연기와 성우의 애프터레코딩에 의한 등장이었지만, 31화 이후는 변신전을 연기한 배우들의 게스트 출연도 있었다. 본모습도 포함해 게스트 출연한 라이더는 모두 변신 포즈의 효과음이 변경되어 있다. 이하, 주로 단독으로의 출연과 주연 시절과의 차이에 대해서 적는다.
[본모습도 등장한 라이더]
＊이치몬지 하야토 / 가면라이더 2호
7인 라이더 중에서도 본모습의 등장이 많기 때문에, 히로시나 브랑카의 사람들과도 친교가 깊다.
36화에 키긴가를 쫓아 아마존으로부터 귀국. 이어지는 37화에서는 스카이 라이더와의 연계기술로 드래곤 킹(=코모도 드래곤)을 쓰러트렸다. 39화에서도 키레이더의 보석을 지키기 위해서 귀국. 오캇파 법사에게 고전하면서도 극복하고 이어지는 40화에서는 우니(성게) 데몬을 쓰러트렸다. 최종 3부작에서는 53화에 알래스카로부터 귀국. 역대 멤버를 대표하는 형태로 활약했다.
＊카자미 시로 / 가면라이더 V3
23화에 첫 등장해, 스카이 라이더와 함께 무사사베이더 형제(=날다람쥐)와 싸웠다. 34화에서는 타코(문어) 갱을 쫓아 보르네오로부터 달려와 스카이를 제치는 활약을 보인다. 망토 콩과의 전초전에서 「V3 킥」, 「V3 춉」, 「V3 더블 킥」등 여러 가지 기술을 피로해, 작품 중에서도 이어지는 35화에서는 신기술 「공중 4자 꺾기」를 피로. 마지막 결전에서도 신기술 「V3 더블 반전 킥」으로 망토 콩을 쓰러트렸다. 최종화에서는 그리스로부터 귀국. 마스크나 부츠의 색은 이전보다 옅은 빨강이 되었다. 미야우치 히로시가 자랑으로 여기는 오토바이 주행 중에 손놓고 실시하는 변신도 피로되었다.
＊유우키 죠지 / 라이더맨
26화에 첫 등장해 X라이더와 함께 도쿠간바(=나방)가 설치한 독나방 대포의 발사를 저지했다. 33화에서 도브네즈곤을 쫓아 뉴욕에서 달려와 스카이 라이더와의 제휴 필살기로 도브네즈곤을 쓰러뜨렸다. 어느 회에서든 스윙 암을 「로프 암」이나 「파워 암」이라고 호칭하고 있다. 33화 등장 시는, 이전과 비교해서 밝고 열혈한인 캐릭터로서 연출되고 있다. 최종화에서는 남아프리카로부터 귀국.
＊진 케이스케 / 가면라이더 X
26화에서 라이더맨과 함께 도쿠간바의 격퇴에 뛰어들었다. 31화에서 역대 라이더 중에서 최초로 본모습으로 등장, 학생시절 추억의 마을을 궁지에서 구하기 위해서 귀국했다. 이어지는 32화에서 괴인 토리카부토(투구꽃)론의 독화살로 부상당한 히로시를 약초로 응급처치 하는 등, 약학의 지식이 풍부한 일면을 보였다. 그 후, 오곤쟈가(황금 재규어)와 싸우고 있는 스카이 라이더를 대신해 자신은 토리카부토론과 싸워, X 킥으로 쓰러뜨렸다. 최종화에서는 이집트로부터 귀국.
＊죠 시게루 / 가면라이더 스트롱거
20화에서 다른 라이더보다 먼저 동남아시아로부터 귀국했다. 히로시를 협박하는 크라게(해파리)론의 암약을 깨닫고 있어, 그림자에서 조언을 주어 돕고 있었다. 스카이 라이더가 필살의 스카이 킥이 효과가 없는 크라게론, 사이 덤프 두 명의 괴인에게 궁지에 몰렸 때에 모습을 나타낸다. 이어지는 21화에서는 두 명의 괴인에게 맞상대할 수 없는 스카이 라이더를 위해서 특훈 상대가 되어, 대회전 스카이 킥을 전수했다. 전 킥이나 초전자 드릴 킥을 사용했지만 연출은 간략화되고 있었다.
38화에서 아리 커맨드 양성소의 정보를 우연히 듣고 귀국했을 때는, 죠 시게루로서의 본모습도 보였다. 최종 3부작에서도 맨 먼저 행동을 개시. 52화에서 부모님의 애매한 현상에 괴로워하는 히로시를 서포트해, 아리 커맨드 양성소에서 궁지에 몰린 스카이 라이더를 원호. 둘이서 협력해 함께 양성소를 괴멸시켰다. 그 다음은 단신으로 아지트로 향하는 가운데 네오 쇼커의 함정에 의해서 부상당했지만, 그 때에 히로시의 어머니 · 토시코와 만나, 모자 재회의 계기를 만들었다.
제20화 및 21화 출연시의 말투(인간체는 미등장)는 주연 시에 가까운 것으로 되어 있지만, 제38화 이후에 인간체로 등장했을 때는 주연 시에 비해 어른스러워진 언동이 눈에 띄어, 나오코로부터 호감을 얻었다. 주연 시의 트레이드 마크였던 S자의 하이 넥은 착용하고 있지 않고 슈트차림을 피로. 또, 카부토로는 인간체 때에 시판의 오토바이로 변해 있다. 본작에서는 차지 업 변신을 피로하고 있지 않다.
같은 이름인 카노 시게루가 등장하기 때문에, 타니나 브랑카의 사람들에게서는 「죠 군(씨)」이라고 불렸다.
[본모습은 등장하지 않은 라이더]
＊혼고 타케시 / 가면라이더 1호
혼고 타케시로서의 등장은 없음. 최종화에서는 멕시코로부터 귀국. 본작에서는 신조판의 개조 싸이클론 호에 탑승하고 있다.
＊야마모토 다이스케(아마존) / 가면라이더 아마존
야마모토 다이스케(아마존)로서의 등장은 없음. 최종화에서는 페루로부터 귀국.

## 가면라이더
구령(당초는 「변신!!」, 제35화 이후는 「스카이… 변신!!」)과 함께 일정한 포즈를 취하는 것으로, 벨트의 풍차 “토네이도”로부터 바람의 에너지를 받아들여 가면라이더로 변신한다(덧붙여 「변신」의 구령을 올리면 오토바이의 가속(52화)이나 앞으로 공중제비(극장판)를 하면서 변신도 가능하다). 점프력은 중력 저감 장치의 병용으로 제자리뛰기 200m. 중력 저감 장치를 사용하지 않는 경우는 제자리뛰기 30m, 제자리 멀리뛰기 100 m, 멀리뛰기 350m. 주행 속도는 시속 60km이다. 그 최대의 특징은, 중력 저감 장치에 의해 세일링 점프로 활공 비행이 가능한 점이다. 비행 속도 시속 800km. 비행 고도는 수천km.
제28화에서 선배 라이더 전원의 특훈을 거쳐 파워 업했다. 그에 따라 체색이 밝은 색채가 된다. 그때까지 메인 필살기였던 스카이 킥에 더해 중력 저감 장치를 이용한 99종류의 공중살법을 만들어냈다. 파워 업 후, 세일링 점프를 사용하는 묘사는 없어지지만, 특별히 설정상의 비행 능력에 지장은 없고, 제49화에서는 적의 함정에 빠져 로켓에 갇혀서 발사 되었지만 적의 괴인의 앞에 나타나 「내가 하늘을 날 수 있는 것을 잊고 있었군」이라고 말하고 있어(탈출의 묘사는 일절 없음), 최종화에서는 7인 라이더와 함께 세일링 점프를 피로하고 있다. 초기는 붉은 머플러에 검은 반점이 복수 보였지만, 시나리오가 진행되는 것에 따라 빨강 단색으로 되었다.

## 기술
-킥(통상)
자신있는 가라데 기술을 응용한 날카로운 킥. 그 위력은 발군으로, 아리(개미) 커맨드라면 발차기 한방으로 날아가 버린다.
-펀치(통상)
강철보다 단단한 주먹에 의한 펀치. 그 한방으로 두께 30cm의 철판을 구멍낼 수 있다. 파괴력은 킥에 비하면 약간 뒤떨어지지만, 아리 커맨드라면 한방으로 쓰러트릴 수 있다.
-스카이 킥
메인의 필살기로 많은 괴인에 대한 승부수로서 사용되었다. 공중에서 전방 공중제비를 하고 킥을 사용하는 표준적인 기술이지만, 다리의 파이팅 슈즈의 기능으로 파괴력이 증폭되고 있다. 한 번 사용하면 에너지 충전에 0.5초 걸리는 것이 약점이다. 설정에서는 「신품의 덤프카를 일격으로 파괴할 수 있다」라고.
-대회전 스카이 킥
제21화에서 스트롱거와의 특훈에 의해 몸에 익힌 기술.
통상보다 많이 공중에서 전방 공중제비를 실시해, 위력을 강화하고 있다. 사이(코뿔소) 덤프와 히르비란(=거머리)을 쓰러트렸다.
-스카이 펀치
공중에서 달려들며 펀치를 날린다.
-스카이 춉
공중에서 달려들며 춉을 날린다.
-원심 던지기
자이언트 스윙과 같이 적을 던져서 날리는 기술. 아리지고쿠진(=개미귀신)에게 큰 데미지를 주었다.
-스카이 드릴
팔을 회전시켜 벽에 구멍을 뚫는다. 주로 적 아지트로부터의 탈출시에 사용.
-슈퍼 라이트 웨이브
토네이도(벨트)로부터 소용돌이 모양의 섬광을 쏜다. 대 코우모루진(=박쥐)전(3화)이 첫사용. 음파 차단의 특성이 있다.
-세일링 점프
중력 저감 장치를 사용해 활공 한다. 비행 중은 목에 감은 머플러가 펼쳐져 이것에 의해 비행의 밸런스를 조절한다. 최고 시속은 800km로 스카이 터보보다는 뒤떨어진다.
파워 업 후에는 컬러가 다르기 때문에, 뱅크 컷을 사용할 수 없게 되었지만, 제49화에서는 로켓에 갇혀서 발사되지만 탈출해 비행 능력으로 돌아왔던 것이 말해지고 있어(탈출로부터 돌아올 때까지의 묘사는 없음), 최종회에서 다른 7인 라이더와 함께 대수령을 우주에 매장할 때에도 사용하고 있다.
-대반전 스카이 킥
괴인의 주위의 벽을 차고 날아다녀, 일순간의 틈을 찔러 스카이 킥을 먹인다.
그란바자미(=하늘소)에게 큰 데미지를 주었다.
-스카이 스크류 킥
공중에서의 송곳을 비비는 듯한 회전에서 전방으로 공중제비, 한 번 더 송곳을 비비는 듯한 회전을 한 후 킥 한다.
히카라비노(=미라)를 넘어뜨렸다.
-스카이 플라잉 소서
공중에서 대자가 되어 회전, 그 안에서 스카이 킥을 먹인다.
99가지 기술의 하나이며, 존비다(=좀비)와 타가메라스(=물장군)를 쓰러트렸다.
-스카이 대선회 킥
적의 주위를 세일링 점프로 선회, 일순간의 틈을 찔러 스카이 킥을 먹인다.
99가지 기술의 하나이며, 카게도카게(그림자 도마뱀)를 쓰러트렸다.
-스카이 더블 킥
적의 킥에 자신의 킥을 부딪혀 그 힘으로 배면 점프하고, 다시 한번 킥한다.
아분가(=바퀴벌레)를 쓰러트렸다.
-수평 회전 춉
적을 던진 후 점프 해 회전, 양손으로 4연속 춉을 날린다.
도로린고(=연체동물)가 변신한 가짜 스카이 라이더에게 사용.
-풍차 삼단 던지기
상대를 어깨를 움켜쥐고 점프, 자신을 축으로 3회 회전하고, 원심력으로 내던진다.
99가지 기술의 하나이다. 키긴가(=식물)에 큰 데미지를 주었다.
-대나무 톰보 슛
풍차 삼단 던지기와 닮은 듯한 기술.
99가지 기술의 하나. 쿠치유우레이(입 유령)에게 큰 데미지를 주었다.
-암석 떨구기
적을 데리고 점프하고, 그대로 내던져 지면에 때려박는다.
잔요우쥬(=삼엽충)에게 큰 데미지를 주었다.
-라이더 타이푼 정수리 떨구기
달려들며 발로 적의 목을 잡아, 자신의 전체중을 실어 적의 머리를 지면에 때려박는다.
링 베어에게 큰 데미지를 주었다.
-삼점 드롭
공중에서 괴인의 머리와 다리를 동시에 구겨넣어, 몸을 반전시켜 적의 등에 다리를 걸고, 그대로 낙하한다.
그란바자미를 쓰러트렸다.
-필살 공중 번개 떨구기
괴인을 잡은채로 점프, 뒤집어서 떨어트린다.
오오바쿠(맥)론을 쓰러트렸다.
-라이더 문설트
적의 몸을 공중에서 캐치, 고속회전시켜 뒤집어서 떨어트린다.
도브네즈곤(=시궁쥐)을 쓰러트렸다.
-스카이 암 드롭
공중에서 적의 다리를 잡아, 양팔을 자신의 다리로 짓밟고, 그대로 떨어트린다.
99가지 기술의 하나로, 가마(두꺼비)기라스를 쓰러트렸다.
-스카이 백 드롭
공중에서 적에게 백드롭을 먹이는 기술 같다.
오캇파 법사에게 큰 데미지를 주었다.
-풍신 지옥 떨구기
적의 다리를 잡고 스크류 스핀으로 상승, 공중에서 휘두른 뒤, 머리를 지면에 격돌시킨다.
미밍가(=코끼리)를 쓰러트렸다.
-스카이 런닝 스톰
적의 양팔을 누르고 등을 맞댄 채로 달려, 연석으로 머리를 때려박는다.
99가지 기술의 하나이며, 도로냥고(=검은 고양이)에게 큰 데미지를 주었다.
-라이더 만자 굳히기
프로레슬링에서 사용하는 만자 굳히기 기술.
99가지 기술의 하나이며, 헤빈가(=백사)에게 큰 데미지를 주었다.
-필살 징검다리 부수기
집단으로 덮쳐오는 아리 커맨드의 어깨에서 어깨를 짓밟으며 달려나가는 것으로 데미지를 준다.
이 기술을 맞은 아리 커맨드들은 「당했다~」고 기성 섞인 외침을 지르며 절명해버린다.
-염력 반환 라이더 스핀
몸을 회전시켜 강풍을 일으킨다.
-창 건너기 아지랑이의 술
자신의 체중을 제로로 만들어 창 위에 올라타는 인술. 99가지 기술의 하나이다.
대 오곤(황금) 재규어전에서 사용.
-파일 드롭
TV에 앞서 극장판에 등장한 강화 스카이 라이더가 사용. 은하왕이 데려 온 서든데스(=용)에게 치명상을 주었다.
-인체 반접기
30화에서 아리 커맨드에게 사용했다. 괴력을 사용해 아리 커맨드의 후두부와 엉덩이가 붙는 것처럼 허리부터 반접어 버리는 기술. 이 기술을 맞은 아리 커맨드는 큰 소리로를 지를 뿐으로 저항하는 것조차 할 수 없었다.

## 전용 머신
＊스카이 터보
스카이 라이더의 전용 오토바이(최고속도 마하 1.2[약시속 1500km 전후], 최대 출력 2000마력)로 2화부터 등장, 장비된 고진동 발생 장치에 의한 전력투구기 · 라이더 브레이크는 강력. 차체에 전용 엠블럼이 프린트되어 있다. 현재에도 역대 No.1의 속도를 자랑한다. 1호의 「구 싸이클론」이래, 오래간만에 상용 오토바이로부터의 변형 프로세스가 영상화되었다.
촬영용의 베이스 머신은 스즈키의 오프로드 오토바이 SP370. 예비도 포함해 3대 제작되어 그 중의 1대는 도로린고의 가짜 스카이 터보로서 사용되고 있다. SP370는 스즈키 첫 4사이클 엔진 탑재의 오프 로드차였지만, 파워에 비해 차중이 무겁고, 비인기 차종이었다(일설에는 수출된 것을 포함해 400대 정도 밖에 출시되지 않았다고 한다). 종래의 라이더와 같이 무거운 카울이나 장식물을 버린 심플한 디자인이 되었기 때문에 쉽게 고장나지 않고, 라이더 브레이크와 같은 격돌 씬이나 유리에 돌진하는 씬도 가능하게 되었다. 무인으로도 넘어지지 않고 달리게 할 수 있게 되었기 때문에, 크루저나 카부토로와 같이 오토바이 스턴트맨이 한쪽 편에 숨어 외관의 자동 조종을 할 필요도 없어졌다.
변신전은 TS250 9형. 촬영 개시 당초는 주연 무라카미 히로아키가 자동 이륜 면허를 가지고 있지 않았기 때문에, 변신전도 더빙으로 연기하고 있었다.

## 적조직
※네오 쇼커
역대 암흑 조직을 조종하고 있던 대수령이 자폭해 평화로워진 지구에 새롭게 나타난 비밀 조직. 과거 맹위를 떨쳤던 악의 비밀 결사 · 쇼커의 이름을 잇는 조직이지만 직접적인 관계는 불명. 동식물이나 요괴를 모티프로 한 괴인을 조종해, 다가 올 식량 위기에 대비해 세계의 인구를 3분의 1으로 줄여, 남은 인간은 개조 인간으로서 첨병으로 사용해 세계를 지배하는 것이 목적.(이 설정은 후에 페이드 아웃했다) 초기에는 쓰러진 괴인 · 아리 커맨드나 그 손에 당한 희생자는, 푸른 빛을 발하면서 증발하는 씬이 여기저기에 있었다. 초대 간부인 제너럴 몬스터가 괴인 야모리진으로서 패배해 숙청된 다음은 마신 제독이 부임, 8인 라이더와 사투를 펼쳤다.「N·S」의 문자를 연결해, 과거의 「쇼커」와 같이 독수리를 본 뜬 심볼 마크.
＊수령
-네오 쇼커 대수령
네오 쇼커의 지배자. 모습을 보이는 일은 없고, 기지의 붉은 거안을 빛내 지령을 내린다. 마신 제독의 부임 후는 별로 지시를 보내지 않았지만, 53화에서 마침내 그 모습을 나타낸다. 그 정체는 지구 침략을 기도하는 B26 암흑 성운이 보내 온, 용을 생각하게 하는 거대한 우주 괴수였다. 좋아하는 것은 인간의 귀로, 긴 꼬리와 입으로부터의 화염 방사가 무기. 히로시의 어머니를 잡아 자신의 시중을 들게 하고 있었다. 최종화에서 지구상의 산소를 모두 소멸시키는 산소 파괴 폭탄을 사용해 인류 말살을 계획, 7인 라이더를 압도하지만, 전선 복귀한 스카이 라이더가 약점인 오른쪽 다리의 뒤를 보우건으로 쏘아맞혀 7인 라이더의 킥의 앞에 마침내 쓰러진다. 최후에는 산소 파괴 폭탄과 함께 상공에서의 자폭을 꾀하는 것도 8인 라이더의 에너지를 결집시킨 세일링 점프에 의해서 우주로 날아가 대폭발해 끝났다. 또한 대수령의 목소리는 쇼커~델저 군단까지의 대수령과 같은 목소리지만, 양자의 관계에 대해서는 극중에서는 말해지지 않는다.
-대수령 환영의 술법
네오 쇼커 대수령이 그 거대한 손으로, 아리 커맨드를 잡아 짓이겨 가루 상태로 만든 그 유해를 뿌리는 것에 의해서, 자신의 의지를 환상으로서 영상화하는 술법. 제52화에서는 2체의 개미 커멘드가, 이 방법의 재료로서 잡혀 짓이겨지고 있다. 그 환상을 본 마신 제독은 무서워하며 부들부들 떨었다.
＊간부
-제너럴 몬스터
일본지부 초대간부로 화염방사도 가능한 스틱이 무기. 살인을 삶의 보람으로 삼는 냉혹한 인물로, 충실한 부하에게는 의젓한 면을 보이지만 권위주의적인 성격이며, 거역하는 것 · 얼버무리는 것 · 무례한 행동을 매우 싫어 한다. 또, 제2화에서는 부하인 쿠몬진(=거미)에게 스카이 라이더의 존재를 알려주지 않았기 때문에, 네오 쇼커의 감찰역으로 가장한 스카이 라이더를 아지트로 안내해 버린 탓에 유괴한 인간을 탈환당하는 비밀성으로 인한 대실패를 범하고 있다. 당초에는 검은 군복을 입고 있었다. 야모리진으로 변신하고, 괴인체에서는 오른 팔의 도마뱀붙이의 머리와 꼬리를 분리 · 변형시킨 도마뱀붙이 채찍, 머리 부분의 촉각에 심어진 도마뱀붙이 폭탄이 무기. 또, 평상시 하고 있는 안대에도 도마뱀붙이가 그려져 있다. 괴인 제조에 평범치 않은 관심을 가져, 개조 인간 연구자인 프로페서 도크(후술)와는 친구이다. 코스튬은 계급이 오른 제9화부터 일신되어 왼손이 의수화했다.
최종 작전에서 라이더를 길동무로 자폭하려고 한 순간, 하늘로부터의 광선을 맞고 폭사했다.
야모리진은 28화에서 재생 괴인 2세 부대의 한 명으로서 부활했지만, 라이더들의 총공격 중, 1호 라이더의 라이더 킥에 쓰러졌다. 또, 극장판에서도 재생 괴인 2세 부대의 한 명으로서 부활했지만, 이번에는 X 라이더의 X 킥에 쓰러졌다.
서적 등의 설정 자료에서 원래는 나치스 독일군의 장교로, 쇼커의 졸 대령과 사신 박사, 데스트론의 닥터 G와는 안면이 있고, 특히 졸 대령의 부하였다고 한다. 또 야모리진의 모습이 밝혀지기 전의 시기의 아동잡지에서는 졸 대령과의 용모의 유사성으로부터, 역시 정체는 늑대의 괴인은 아닌가라는 추측이 나온 적이 있다.
-마신 제독
17화부터 등장. 남미 지부에서 무수한 실적을 올리고 있어, 그 활약으로 2대째 일본 지부 대간부에게 취임. 무기력한 일본 지부의 괴인을 단념하고, 해외의 지부로부터 불러온 복수의 유능한 괴인에 의한 작전을 전개한다. 그렇지만 다수의 의미불명한 작전도 동시에 행하고 있어, 괴인을 스카우트 할 때의 기준 · 작전의 채용 기준에는 독특한 면을 가진다. 잔인하고 무능자를 싫어하는 성격이지만 반면 유머러스한 일면도 자주 보여 유능한 부하는 많이 칭찬하고 후대하는 도량도 가졌다.
제너럴 몬스터나 구 쇼커 및 겔쇼커 대간부들과 같이 괴인체로 변신하지 않고, 그대로의 모습으로 괴인과 동등, 혹은 그 이상의 전투력을 가진다. 무기는 허리에 차고 있는 장검, 치형폭탄, 팔에 심은 독가스 공격 등이다. 본인 왈 「손상되어도 달빛 속에서 달빛을 받으면 회복하고, 쓰러져도 심장만 무사하면 대수령에 의해서 복원할 수 있다」라는 것 같다(변신하지 않을 뿐으로, 개조 인간인 것에는 변함없다).
수많은 작전은 덧없이 실패하고, 종반에서는 히로시의 아버지 · 요우타로가 개조된 모습이라고 속여 정신적으로 궁지에 몰린 히로시를 자폭의 길동무로 삼으려고 하지만, 앞으로 한걸음 남은 상황에서 죠 시게루에게 계획을 간파당해 작전은 실패. 2호 라이더, 스트롱거, 스카이 라이더 3인의 라이더 킥 앞에 패퇴. 최후에는 대수령이 단념하고 심장을 짓이겨 사망했다.
원작이 이시노모리로 TV판 제작도 같은 토에이의 「로봇 8 쨩」 제41화에 게스트 출연했다(다만 본작과 관련은 없는 다른 사람).
＊과학자
-프로페서 도크
제16화부터 제18화까지 등장한, 개조 인간 연구자로 제너럴 몬스터의 친구. 그의 스카이 라이더 타도 계획을 서포트했지만, 제너럴 몬스터가 쓰러진 후, 취임 직후의 마신 제독에 의해 사형 판결을 받는다. 판결 때 「사형이라니 너무하다!」라고 항의했지만 「너는 무능하잖아!」라는 이유에 의해 목숨 구걸도 허무하게, 시비레이진(=가오리)의 전기의자로 처형되어 흔적도 없이 소멸하게 되었다.
-닥터 메테오
제38화에 등장. 선인과 같은 모습을 한 과학자로, 뇌개조가 취미. 구인 광고로 젊은이들을 모아 아리 커맨드로 개조하려고 했다. 아지트에 들어온 스트롱거의 전 쇼크에 의해 쓰러졌다.
-닥터 X
제52화에 등장.소아과 의사원에 위장한 아리 커맨드 도크에서 아리 커맨드의 수리 · 폐기를 담당하고 있다.
목숨을 구걸하는 중상을 입은 아리 커맨드에 대해서, 「쓸모가 없어지면, 폐기 처분되는 것이 숙명」이라고 웃으면서 생명 유지에 중요한 파츠를 빼내 절명 · 폐기 처분시키고 있는 점에서도 새디스트적인 성격이 엿보여진다.
덧붙여서, 과거 츠쿠바 히로시의 개조 수술을 담당했던 적이 있다.
히로시, 죠 시게루에게 궁지에 몰렸을 때에 히로시의 아버지 · 요우타로를 「자신이 개조한 인간 중에서도 최고의 예술 작품」이라고 호언한 것으로 히로시의 노여움을 사 기세 좋게 맞았다(그러나, 그의 호언은 후에 거짓인 것이 판명).

## 주제가
주제가
『불타라!가면라이더』
- 가수:미즈키 이치로, 귀뚜라미`73

『남자의 이름은 가면라이더』
- 가수:미즈키 이치로

엔딩 테마
『아득한 사랑에 걸쳐』
- 가수:미즈키 이치로, 귀뚜라미`73

『빛나라! 8명의 라이더!』
- 가수:미즈키 이치로, 더.샤프스

| 이전 가면라이더 스트롱거 (1975년 4월 5일 ~ 1975년 12월 27일) | 제6대 1970년대 가면라이더 시리즈 1979년 10월 5일 ~ 1980년 10월 10일 | 다음 가면라이더 슈퍼1 (1980년 10월 17일 ‐ 1981년 9월 26일) |